# Zeuxinia aeschrina
Zeuxinia aeschrina är en fjärilsart som beskrevs av Legrand 1965. Zeuxinia aeschrina ingår i släktet Zeuxinia och familjen nattflyn. Inga underarter finns listade i Catalogue of Life.